# 短叶绢蒿
短叶绢蒿（学名：Seriphidium brevifolium）为菊科绢蒿属的植物。分布于巴基斯坦、印度、阿富汗、克什米尔以及中国大陆的西藏等地，生长于海拔3,700米至4,500米的地区，多生在高山地区以及盐渍化的土壤上，目前尚未由人工引种栽培。